# Климовський Роман Дмитрович
Климовський Роман Дмитрович (8 квітня 1915, Тернопіль — 26 жовтня, 2001, Тернопіль) — український актор, театральний діяч. Брат Богдана Климовського та Ярослава Климовського.

## Біографія
Закінчив українську гімназію і технічну школу в Тернополі (1936). Працював тут у воєводському технічному бюро. 

Від листопада 1936 — актор мандрівного театру Я. Стадника. 1937 в театрі Ю. Кононіва, від травня 1939 — в театрі імені І. Котляревського.

1939—1941 — працює у Львівському театрі імені Лесі Українки; одночасно навчається у драматичній студії режисера Б.Балабана. 1941 потрапив у фашистський полон.

1945—1983 — актор і адміністратор Тернопільського музично-драматичного театру імені Т. Шевченка (з перервою 1950—1957 — актор музично-драматичного театру в місті Дрогобич, нині Львівської області).

## Творчий доробок
Зіграв понад 50 ролей, в тому числі:
- Недобитий («Невольник» за Т. Шевченком);
- Степан («Безталанна» І. Карпенка-Карого);
- Микола, Возний («Наталка Полтавка» І. Котляревського);
- Василь («Пошилися в дурні» М. Кропивницького);
- Війт («Украдене щастя» І. Франка);
- Винокур («Майська ніч» за М. Гоголем).

Як режисер поставив 6 спектаклів у драматичних гуртках.